# 教育费附加
教育费附加是中华人民共和国为发展地方性教育事业、扩大地方教育经费的资金来源，而对缴纳增值税、消费税、营业税的单位和个人征收的一种附加费。

## 税率
教育费附加根据现行规定为增值税与消费税之和的3%。

## 相关文件
- 征收教育费附加的暂行规定，1986年中华人民共和国国务院（国发〔1986〕50号）发布
- 全国人民代表大会常务委员会关于外商投资企业和外国企业适用增值税、消费税、营业税等税收暂行条例的决定，1993年12月29日公布施行
- 国务院关于修改《征收教育费附加的暂行规定》的决定，2005年中华人民共和国国务院发布，自2005年10月1日起施
- 国务院关于统一内外资企业和个人城市维护建设税和教育费附加制度的通知（国发〔2010〕35号） （页面存档备份，存于），2010年10月18日中华人民共和国国务院发布
- 财政部国家税务总局关于对外资企业征收城市维护建设税和教育费附加有关问题的通知（财税〔2010〕103号） ，2010年11月4日中华人民共和国财政部 国家税务总局发布